# Livingston, West Lothian
För andra betydelser, se Livingston (olika betydelser).
Livingston är en relativt nybildad stad i West Lothian i Skottland, ca 25 km väster om Edinburgh. Staden grundlades under 1960-talet, delvis för att avlasta Glasgows ökande invånarantal, men ligger närmare Edinburgh. Livingston är administrativ huvudort för regionen West Lothian och hade 56 570 invånare i centralorten år 2012, med totalt 60 030 invånare i hela tätortsområdet, inklusive Mid Calder.
Staden var den fjärde av Skottlands nya städer som grundlades efter andra världskriget. Projektet påbörjades år 1965. Den lokala industrin hade sin huvudtyngd inom teknologi och idag har bland annat Motorola en stor fabrik här. Idag är grossistbedrifter den viktigaste arbetsgivaren, tillsammans med National Health Service.
Livingston är ett av de största handelsområdena i Skottland, med ett stort köpcentrum som grundlades samtidigt som staden (och som blev utvidgat 1995). Ett annat stort köpcentrum har också tillkommit.

## Sport
Staden har ett eget rugbylag, Livingston Rugby Football Clib och ett Skotska liganlag, Livingston FC. Det finns även två simsällskap: The Livingston & District Dolphins samt Aquanauts of Livingston. 